# Кубок Футбольной лиги 2003/2004
Кубок Карлинг 2003/04 (англ. Carling Cup 2003–04) — 44-й розыгрыш Кубка Футбольной лиги, кубкового турнира в английском футболе для 92 клубов из четырёх высших дивизиов в системе футбольных лиг Англии. Название турнира было определено спонсорским соглашением с пивоваренной компанией Carling brewery.
Турнир начался 13 августа 2003 и завершился 29 февраля 2004 года. Победу в нём одержал «Мидлсбро», выигравший первый крупный трофей в своей истории и впервые квалифицировавшийся в еврокубки (клуб сыграл в Кубке УЕФА сезона 2004/05).

## Первый раунд
| Север                                                                                   | Север            | Север | Север            | Север   |
| №                                                                                       | Хозяева          | Счёт1 | Гости            | Зрители |
| --------------------------------------------------------------------------------------- | ---------------- | ----- | ---------------- | ------- |
| 1                                                                                       | Барнсли          | 1:2   | Блэкпул          | 5378    |
| 2                                                                                       | Брэдфорд Сити    | 0:0   | Дарлингтон       | 4077    |
| 0:0 после дополнительного времени; «Дарлингтон» выиграл по пенальти со счётом 5:3       |                  |       |                  |         |
| 3                                                                                       | Честерфилд       | 0:0   | Бернли           | 2928    |
| 0:0 после дополнительного времени; «Бернли» выиграл по пенальти со счётом 3:2           |                  |       |                  |         |
| 4                                                                                       | Кру Александра   | 2:0   | Рексем           | 3152    |
| 5                                                                                       | Донкастер Роверс | 3:2   | Гримсби Таун     | 6057    |
| 6                                                                                       | Хаддерсфилд Таун | 2:1   | Дерби Каунти     | 6672    |
| 7                                                                                       | Линкольн Сити    | 0:1   | Стокпорт Каунти  | 2296    |
| 8                                                                                       | Маклсфилд Таун   | 1:2   | Шеффилд Юнайтед  | 2764    |
| 9                                                                                       | Порт Вейл        | 0:0   | Ноттингем Форест | 4950    |
| 0:0 после дополнительного времени; «Ноттингем Форест» выиграл по пенальти со счётом 3:1 |                  |       |                  |         |
| 10                                                                                      | Престон Норт Энд | 0:0   | Ноттс Каунти     | 5016    |
| 0:0 после дополнительного времени; «Ноттс Каунти» выиграл по пенальти со счётом 7:6     |                  |       |                  |         |
| 11                                                                                      | Ротерем Юнайтед  | 2:1   | Йорк Сити        | 2919    |
| 12                                                                                      | Сканторп Юнайтед | 2:1   | Олдем Атлетик    | 2366    |
| 13                                                                                      | Транмир Роверс   | 1:0   | Бери             | 4272    |
| 14                                                                                      | Уолсолл          | 2:1   | Карлайл Юнайтед  | 4665    |
| 15                                                                                      | Уиган Атлетик    | 2:0   | Халл Сити        | 3295    |
| 16                                                                                      | Мансфилд Таун    | 1:2   | Сандерленд       |         |
| 17                                                                                      | Шеффилд Уэнсдей  | 1:1   | Хартлпул Юнайтед | 13 410  |
| 2:2 после дополнительного времени; «Хартлпул Юнайтед» выиграл по пенальти со счётом 5:4 |                  |       |                  |         |
| 18                                                                                      | Сток Сити        | 2:1   | Рочдейл          | 4678    |

| Юг                                                                                   | Юг                   | Юг    | Юг                       | Юг      |
| №                                                                                    | Хозяева              | Счёт1 | Гости                    | Зрители |
| ------------------------------------------------------------------------------------ | -------------------- | ----- | ------------------------ | ------- |
| 1                                                                                    | Бристоль Роверс      | 0:1   | Брайтон энд Хоув Альбион | 5518    |
| 2                                                                                    | Кембридж Юнайтед     | 1:2   | Джиллингем               | 3044    |
| 3                                                                                    | Кардифф Сити         | 4:1   | Лейтон Ориент            | 4503    |
| 4                                                                                    | Челтнем Таун         | 1:2   | Куинз Парк Рейнджерс     | 3697    |
| 5                                                                                    | Колчестер Юнайтед    | 2:1   | Плимут Аргайл            | 2367    |
| 6                                                                                    | Лутон Таун           | 4:1   | Йовил Таун               | 4337    |
| 7                                                                                    | Миллуолл             | 0:1   | Оксфорд Юнайтед          | 4781    |
| 8                                                                                    | Нортгемптон Таун     | 1:0   | Норвич Сити              | 5476    |
| 9                                                                                    | Саутенд Юнайтед      | 2:3   | Суиндон Таун             | 3385    |
| 10                                                                                   | Торки Юнайтед        | 1:1   | Кристал Пэлас            | 3366    |
| 1:1 после дополнительного времени; «Кристал Пэлас» выиграл по пенальти со счётом 3:1 |                      |       |                          |         |
| 11                                                                                   | Уотфорд              | 0:0   | Борнмут                  | 9561    |
| «Уотфорд» выиграл со счётом 1:0 после дополнительного времени                        |                      |       |                          |         |
| 12                                                                                   | Вест Бромвич Альбион | 4:0   | Брентфорд                | 10 440  |
| 13                                                                                   | Уиком Уондерерс      | 2:0   | Уимблдон                 | 1986    |
| 14                                                                                   | Бостон Юнайтед       | 1:3   | Рединг                   | 2055    |
| 15                                                                                   | Бристоль Сити        | 1:1   | Суонси Сити              | 5807    |
| «Бристоль Сити» выиграл со счётом 4:1 после дополнительного времени                  |                      |       |                          |         |
| 16                                                                                   | Ковентри Сити        | 2:0   | Питерборо Юнайтед        | 8280    |
| 17                                                                                   | Ипсвич Таун          | 0:0   | Киддерминстер Харриерс   | 11 118  |
| «Ипсвич Таун» выиграл со счётом 1:0 после дополнительного времени                    |                      |       |                          |         |
| 18                                                                                   | Вест Хэм Юнайтед     | 3:1   | Рашден энд Даймондс      | 13 715  |

## Второй раунд
Во втором раунде сыграли 36 победителей первого раунда и 12 из 20 клубов Премьер-лиги, не принимавших участия в еврокубках. Матчи второго раунда прошли 23 и 24 сентября.
| №                                                                                       | Хозяева                 | Счёт1 | Гости                    | Зрители |
| --------------------------------------------------------------------------------------- | ----------------------- | ----- | ------------------------ | ------- |
| 1                                                                                       | Блэкпул                 | 1:0   | Бирмингем Сити           | 7370    |
| 2                                                                                       | Бристоль Сити           | 0:0   | Уотфорд                  | 5213    |
| «Бристоль Сити» выиграл со счётом 1:0 после дополнительного времени                     |                         |       |                          |         |
| 3                                                                                       | Кардифф Сити            | 2:3   | Вест Хэм Юнайтед         | 10 724  |
| 4                                                                                       | Чарльтон Атлетик        | 3:3   | Лутон Таун               | 10 905  |
| 4:4 после дополнительного времени; «Чарльтон Атлетик» выиграл по пенальти со счётом 8:7 |                         |       |                          |         |
| 5                                                                                       | Кристал Пэлас           | 2:1   | Донкастер Роверс         | 4904    |
| 6                                                                                       | Хартлпул Юнайтед        | 1:2   | Вест Бромвич Альбион     | 5265    |
| 7                                                                                       | Лестер Сити             | 1:0   | Кру Александра           | 27 675  |
| 8                                                                                       | Ноттс Каунти            | 2:1   | Ипсвич Таун              | 4059    |
| 9                                                                                       | Портсмут                | 5:2   | Нортгемптон Таун         | 11 130  |
| 10                                                                                      | Ротерем Юнайтед         | 1:0   | Колчестер Юнайтед        | 2474    |
| 11                                                                                      | Сканторп Юнайтед        | 2:3   | Бернли                   | 2915    |
| 12                                                                                      | Шеффилд Юнайтед         | 0:2   | Куинз Парк Рейнджерс     | 9578    |
| 13                                                                                      | Сток Сити               | 0:2   | Джиллингем               | 4607    |
| 14                                                                                      | Сандерленд              | 2:4   | Хаддерсфилд Таун         | 13 516  |
| 15                                                                                      | Транмир Роверс          | 0:0   | Ноттингем Форест         | 4477    |
| 0:0 после дополнительного времени; «Ноттингем Форест» выиграл по пенальти со счётом 4:1 |                         |       |                          |         |
| 16                                                                                      | Уиган Атлетик           | 1:0   | Фулхэм                   | 4874    |
| 17                                                                                      | Вулверхэмптон Уондерерс | 2:0   | Дарлингтон               | 10 232  |
| 18                                                                                      | Уиком Уондерерс         | 0:5   | Астон Вилла              | 6072    |
| 19                                                                                      | Болтон Уондерерс        | 3:1   | Уолсолл                  | 5229    |
| 20                                                                                      | Ковентри Сити           | 0:3   | Тоттенхэм Хотспур        | 15 474  |
| 21                                                                                      | Эвертон                 | 3:0   | Стокпорт Каунти          | 19 807  |
| 22                                                                                      | Лидс Юнайтед            | 2:2   | Суиндон Таун             | 29 211  |
| 2:2 после дополнительного времени; «Лидс Юнайтед» выиграл по пенальти со счётом 4:3     |                         |       |                          |         |
| 23                                                                                      | Мидлсбро                | 0:0   | Брайтон энд Хоув Альбион | 10 435  |
| «Мидлсбро» выиграл со счётом 1:0 после дополнительного времени                          |                         |       |                          |         |
| 24                                                                                      | Оксфорд Юнайтед         | 1:3   | Рединг                   | 9870    |

1 Счёт после окончания основного времени матча.

## Третий раунд
В третьем раунде сыграли 24 победителя второго раунда, а также участники еврокубков сезона 2003/04 («Манчестер Юнайтед», «Арсенал», «Ливерпуль», «Челси», «Ньюкасл Юнайтед», «Саутгемптон», «Блэкберн Роверс» и «Манчестер Сити»). Матчи прошли 28 и 29 октября 2003 года.
| №                                                                                          | Хозяева                 | Счёт1 | Гости                | Зрители |
| ------------------------------------------------------------------------------------------ | ----------------------- | ----- | -------------------- | ------- |
| 1                                                                                          | Астон Вилла             | 1:0   | Лестер Сити          | 26 729  |
| 2                                                                                          | Блэкберн Роверс         | 3:4   | Ливерпуль            | 16 918  |
| 3                                                                                          | Челси                   | 4:2   | Ноттс Каунти         | 35 997  |
| 4                                                                                          | Эвертон                 | 1:0   | Чарльтон Атлетик     | 24 863  |
| 5                                                                                          | Ньюкасл Юнайтед         | 1:1   | Вест Бромвич Альбион | 46 932  |
| «Вест Бромвич Альбион» выиграл со счётом 2:1 после дополнительного времени                 |                         |       |                      |         |
| 6                                                                                          | Ноттингем Форест        | 2:4   | Портсмут             | 20 078  |
| 7                                                                                          | Тоттенхэм Хотспур       | 0:0   | Вест Хэм Юнайтед     |         |
| «Тоттенхэм Хотспур» выиграл со счётом 1:0 после дополнительного времени                    |                         |       |                      |         |
| 8                                                                                          | Уиган Атлетик           | 1:2   | Мидлсбро             | 8046    |
| 9                                                                                          | Арсенал                 | 1:1   | Ротерем Юнайтед      | 27 451  |
| 1:1 после дополнительного времени; «Арсенал» выиграл по пенальти со счётом 9:8 по пенальти |                         |       |                      |         |
| 10                                                                                         | Блэкпул                 | 1:3   | Кристал Пэлас        | 6010    |
| 11                                                                                         | Болтон Уондерерс        | 2:1   | Джиллингем           | 5258    |
| 12                                                                                         | Бристоль Сити           | 1:3   | Саутгемптон          | 17 408  |
| 13                                                                                         | Лидс Юнайтед            | 1:1   | Манчестер Юнайтед    | 37 546  |
| «Манчестер Юнайтед» выиграл со счётом 3:2 после дополнительного времени                    |                         |       |                      |         |
| 14                                                                                         | Куинз Парк Рейнджерс    | 0:3   | Манчестер Сити       | 16 773  |
| 15                                                                                         | Рединг                  | 1:0   | Хаддерсфилд Таун     | 11 892  |
| 16                                                                                         | Вулверхэмптон Уондерерс | 2:0   | Бернли               | 18 548  |

1 Счёт после окончания основного времени матча.

## Четвёртый раунд
Жеребьёвка четвёртого раунда прошла 30 ноября 2003 года. Сами матчи прошли 2 и 3 декабря.
| Астон Вилла                                  | 3:0 | Кристал Пэлас |
| -------------------------------------------- | --- | ------------- |
| Симонс 22′ (авт.) · Маккэнн 70′ · Анхель 79′ |     |               |

| Ливерпуль              | 2:3 | Болтон Уондерерс                             |
| ---------------------- | --- | -------------------------------------------- |
| Мерфи 66′ · Шмицер 88′ |     | Жардел 4′ · Окоча 79′ · Джоркаефф 90′ (пен.) |

| Мидлсбро | 0:0 (доп. вр.) 5:4 пен. | Эвертон |
| -------- | ----------------------- | ------- |
|          |                         |         |

| Рединг | 0:1 | Челси            |
| ------ | --- | ---------------- |
|        |     | Хассельбайнк 57′ |

| Тоттенхэм Хотспур                      | 3:1 | Манчестер Сити |
| -------------------------------------- | --- | -------------- |
| Андертон 9′ · Поштига 30′ · Кануте 90′ |     | Фаулер 80′     |

| Вест Бромвич Альбион | 2:0 | Манчестер Юнайтед |
| -------------------- | --- | ----------------- |
| Хаас 6′ · Доби 56′   |     |                   |

| Арсенал                                                  | 5:1 | Вулверхэмптон Уондерерс |
| -------------------------------------------------------- | --- | ----------------------- |
| Альядьер 24′ 71′ · Кану 68′ · Вильтор 79′ · Фабрегас 88′ |     | Рей 81′                 |

| Саутгемптон   | 2:0 | Портсмут |
| ------------- | --- | -------- |
| Битти 33′ 90′ |     |          |

## Пятый раунд
Жеребьёвка матчей пятого раунда состоялась 6 декабря 2003 года. Сами матчи прошли 16 и 17 декабря. «Вест Бромвич Альбион» был единственной оставшейся командой не из Премьер-лиги.
| Вест Бромвич Альбион | 0:2 | Арсенал                 |
| -------------------- | --- | ----------------------- |
|                      |     | Кану 25′ · Альядьер 57′ |

| Болтон Уондерерс | 1:0 | Саутгемптон |
| ---------------- | --- | ----------- |
| Педерсен 115′    |     |             |

| Тоттенхэм Хотспур | 1:1 (доп. вр.) 4:5 пен. | Мидлсбро    |
| ----------------- | ----------------------- | ----------- |
| Андертон 2′       |                         | Рикеттс 86′ |

| Астон Вилла              | 2:1 | Челси        |
| ------------------------ | --- | ------------ |
| Анхель 16′ · Маккэнн 78′ |     | Джо Коул 69′ |

## Полуфиналы
Полуфиналы Кубка Футбольной лиги были двухраундовыми: один матч команда проводила на домашнем стадионе, другой — на выезде. Жеребьёвка полуфиналов прошла 20 декабря 2003 года. Первые матчи были сыграны 20 и 21 января, ответные — 27 января и 3 февраля 2003 года.

### Первые матчи
| Арсенал | 0:1 | Мидлсбро    |
| ------- | --- | ----------- |
|         |     | Жуниньо 53′ |

| Болтон Уондерерс                                        | 5:2 | Астон Вилла    |
| ------------------------------------------------------- | --- | -------------- |
| Окоча 2′ 80′ · Нолан 9′ · Яннакопулос 17′ · Н’Готти 74′ |     | Анхель 20′ 56′ |

### Ответные матчи
| Астон Вилла                    | 2:0 | Болтон Уондерерс |
| ------------------------------ | --- | ---------------- |
| Хитцльспергер 10′ · Сэмюэл 88′ |     |                  |

«Болтон Уондерерс» выиграл со счётом 5:4 по сумме двух матчей.
| Мидлсбро                      | 2:1 | Арсенал |
| ----------------------------- | --- | ------- |
| Зенден 69′ · Рейес 85′ (авт.) |     | Эду 77′ |

«Мидлсбро» выиграл со счётом 3:1 по сумме двух матчей.

## Финал
Финал Кубка Карлинг сезона 2003/04 состоялся 24 февраля 2004 года на стадионе «Миллениум» в Кардиффе, Уэльс. В нём встретились «Болтон Уондерерс» и «Мидлсбро». Победу со счётом 2:1 одержал «Мидлсбро», для которого это был первый крупный трофей в истории. Благодаря победе в Кубке Футбольной лиги «Мидлсбро» впервые квалифицировался в Кубок УЕФА.
| Болтон Уондерерс | 1:2     | Мидлсбро                  |
| ---------------- | ------- | ------------------------- |
| Дэвис 21′        | (отчёт) | Жоб 2′ · Зенден 7′ (пен.) |